# Fredrik Reinfeldt
John Fredrik Reinfeldt (Österhaninge, 4 agosto 1965) è un economista, docente, scrittore ed ex politico svedese, leader del Partito Moderato dall'ottobre 2003 al gennaio 2015 e ministro di Stato della Svezia dal 6 ottobre 2006 al 3 ottobre 2014.
Dopo le elezioni legislative del 2006, Reinfeldt è stato eletto Primo ministro il 6 ottobre. Insieme agli altri tre partiti politici di centro-destra dell'Alleanza per la Svezia, Reinfeldt ha presieduto un governo di coalizione con il sostegno di una risicata maggioranza in parlamento. All'età di 41 anni, era la terza persona più giovane a diventare Primo ministro della Svezia.
Il primo mandato di Reinfeldt è stato segnato dalla crisi finanziaria e dalla recessione della fine degli anni 2000. La sua popolarità diminuì finché l'economia della Svezia non emerse come una delle più forti d'Europa; ciò ha portato a una ripresa del sostegno nei suoi confronti, che ha permesso la sua rielezione nel 2010. 
Il secondo governo di Reinfeldt fu composto da un governo di minoranza, a causa dell'ascesa dei Democratici Svedesi.
La sua premiership è stata caratterizzata dall' "Arbetslinjen" (Linea di lavoro), un focus sull'inserimento di più persone nella forza lavoro e dalla gestione della crisi finanziaria e della recessione della fine degli anni 2000, che ha portato a una delle finanze pubbliche più solide del mondo e a migliori classifiche in termini di clima e assistenza sanitaria.

## Biografia
Nato a Österhaninge, suddivisione amministrativa di Haninge, Södermanland, Reinfeldt ben presto si trasferì nel Tensta, un sobborgo della città di Stoccolma. Nel 1983 iniziò a fare politica attiva iscrivendosi alla Lega Giovanile Moderata (Moderata Ungdomsförbundet), l'organizzazione giovanile del Partito Moderato. Nel 1990 conseguì la laurea in economia all'Università di Stoccolma.

## Carriera politica

### Nel Partito Moderato e presidenza
Nel 1992 Reinfeldt si candidò come presidente dei Giovani Moderati per conto dell'ala conservatrice del partito e vinse contro il candidato dell'ala liberale.
Nel frattempo, dal 1997 al 1999 è il primo presidente dell’affiliazione giovanile del Partito Popolare Europeo.
Il 25 ottobre 2003 successe a Bo Lundgren come leader del Partito Moderato. Sotto la sua direzione la linea politica del partito ha subito dei significativi cambiamenti, assumendo un tono meno critico nei confronti delle politiche del governo socialdemocratico e concentrando l'attenzione sul sistema fiscale, chiedendo riduzioni delle tasse per i meno abbienti e maggior tassazione per i redditi alti.

### Ministro di Stato
Alle elezioni legislative del 2006 Reinfeldt guidò la coalizione di centrodestra Alleanza per la Svezia, proponendo un programma politico più centrista rispetto a quello dei suoi predecessori alla guida del partito. Alleanza per la Svezia vinse le elezioni legislative, e il Partito moderato passò dal 15,3% delle elezioni del 2002 al 26,1%, ottenendo il suo miglior risultato dal 1928. Il 4 ottobre 2006 Reinfeldt fu nominato primo ministro dal presidente del Parlamento e il 5 ottobre ricevette la fiducia del parlamento con 175 voti a favore e 169 contrari. All'età di 41 anni Reinfeldt fu la terza persona più giovane a diventare primo ministro in Svezia.
Dal 1º luglio al 31 dicembre 2009 il governo guidato da Reinfeldt ha presieduto il Consiglio dell'Unione europea e Reinfeldt è stato presidente del Consiglio europeo.
Il 19 settembre 2010 Reinfeldt vinse nuovamente le elezioni legislative, ottenendo il 49,3% dei voti contro il 43,7% della sua avversaria socialdemocratica. La sua coalizione ottenne tuttavia 172 seggi in Parlamento, meno della maggioranza assoluta. Reinfeldt rifiutò con veemenza la possibilità di allearsi con i Democratici Svedesi, partito estremista di destra, decidendo di rivolgersi invece al partito dei Verdi.

## Post-premiership (dal 2014)
Dopo la sconfitta del 2014, Reinfeldt annunciò che si sarebbe dimesso sia da Primo ministro della Svezia che da leader del Partito Moderato. Si dimise dall'incarico di Ministro di Stato il 3 ottobre 2014, venendo succeduto da Stefan Löfven. Si dimise dal Riksdag il 31 dicembre 2014 e da leader del partito il 10 gennaio 2015, venendo succeduto da Anna Kinberg Batra.
Il 19 gennaio 2015, Reinfeldt ha annunciato di aver fondato la sua azienda Fredrik Reinfeldt AB, dove lavorerà come consulente e docente. Continuerà inoltre a promuovere la sua "job line", che è stata una parte fondamentale del suo mandato da premier. Il 1º settembre 2015 ha lanciato la sua autobiografia, intitolata Halfway, in cui riflette sui suoi 25 anni nella politica svedese e internazionale.
L'11 dicembre 2015, Reinfeldt è stato nominato presidente dell'Extractive Industries Transparency Initiative. Sarà formalmente nominato nel febbraio 2016.
Nel gennaio 2016, Reinfeldt è stato insignito della medaglia di sua maestà il re di Svezia, per gli sforzi straordinari compiuti in qualità di Primo ministro. Il 15 marzo 2016 è stato annunciato che Reinfeldt era stato assunto dalla Bank of America Merrill Lynch come consulente senior per le sue attività in Europa, Medio Oriente e Africa.
Il 25 marzo 2023 è stato eletto presidente della Federazione calcistica svedese. Sul finire del suo mandato biennale in cui Reinfeldt è stato anche oggetto di forti critiche da parte di club e gruppi di tifosi, il comitato di nomina della Federcalcio ha scelto di fatto di non riconfermarlo, indicando un altro candidato per la posizione.

## Percezione pubblica

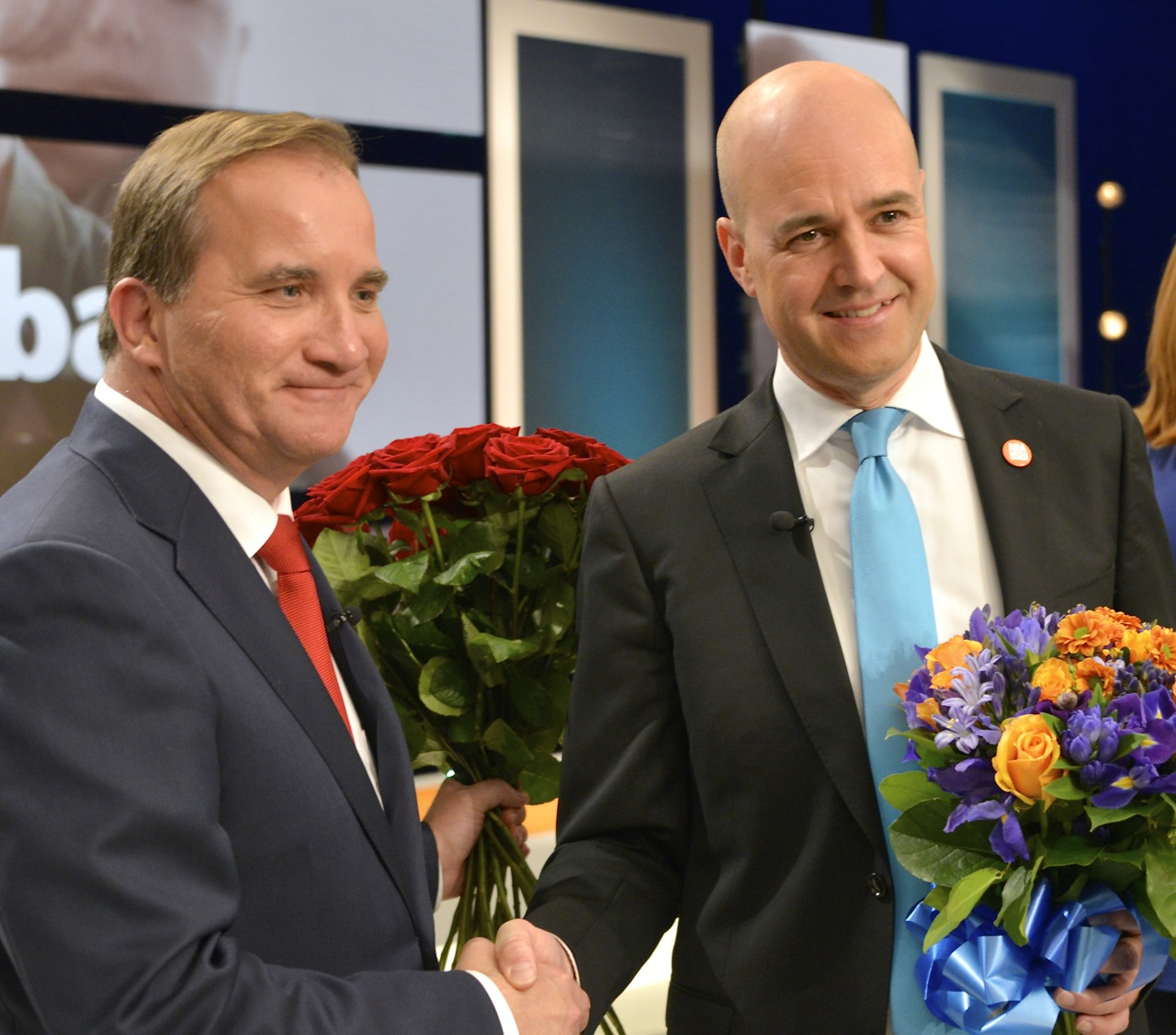
Stefan Löfven e Fredrik Reinfeldt dopo il dibattito finale su SVT del 12 settembre 2014.

Reinfeldt è stato definito il "David Cameron svedese", nella misura in cui è riuscito a spostare la percezione pubblica del Partito Moderato da una posizione chiaramente di destra a una più centrista. D'altro canto, si pensa che abbia influenzato Cameron, poiché Reinfeldt è stato eletto leader del partito nel 2003, due anni prima che Cameron prendesse il controllo del Partito Conservatore britannico nel 2005. Reinfeldt è stato anche descritto come un comunitarista.
In uno studio condotto da Sifo, un istituto di sondaggi svedese, Reinfeldt è stato "l'uomo più ammirato in Svezia" nel 2006. Il tasso di approvazione di Reinfeldt ha raggiunto il suo punto più alto misurato fino a dicembre 2006, con il 57% di approvazione in un sondaggio Aftonbladet /Sifo. I tassi di approvazione per Reinfeldt come persona sono rimasti complessivamente buoni ma fluttuanti per la maggior parte del periodo 2006-2010, ma non sempre sembravano tradursi in sostegno al governo.
Reinfeldt è stato percepito come una persona controllata e armoniosa. È stato descritto, già prima di diventare primo ministro, come "gentile, pensieroso e un buon ascoltatore" e il suo "approccio freddo e pacato" si dice che vada bene agli elettori svedesi; si adatta anche bene alla promozione delle politiche del suo gabinetto in modo non ideologico, ma motivato da ragione non politica e buon senso, in implicito contrasto con gli "eccessi ideologici" dei socialdemocratici e dei loro alleati. Consapevole di questa percezione, Reinfeldt ha detto "Sono per natura sicuro e calmo. Ma ciò non significa che non sia appassionato e che non mi senta fortemente coinvolto in certe cose". Per quanto riguarda la sua vita familiare, Reinfeldt ha coltivato l'immagine di un bravo padre di famiglia a cui piace il lavoro domestico.

## Critiche
Durante la sua attività politica, Reinfeldt è stato criticato per la privatizzazione di alcuni settori dell’assistenza agli anziani, delle scuole primarie e secondarie e delle farmacie.
Ha suscitato polemiche una proposta contenuta in un rapporto da lui redatto, in cui suggeriva che gli svedesi dovrebbero lavorare fino a 75 anni e oltre, se possibile. Anche un suo commento su Twitter riguardante la disoccupazione tra gli "svedesi etnici" ha generato reazioni negative, come riportato dalla televisione pubblica SVT.
Il sito Breakit ha criticato la gestione della legge contro la pirateria online evidenziando che, nonostante Reinfeldt avesse dichiarato che i giovani utenti di file-sharing non sarebbero stati perseguiti, la normativa consentiva alle aziende private di ottenere i dati degli utenti dagli ISP.
Durante il suo mandato, gli sono state mosse inoltre critiche per non aver garantito le risorse finanziarie necessarie per alcune riforme.
Dopo il suo ritiro dalla politica, il sito Aktuellt Fokus ha evidenziato che Reinfeldt avrebbe continuato a percepire una pensione statale di 156 000 corone al mese, nonostante la sua azienda privata avesse registrato un fatturato di 22,3 milioni di corone nel 2016.

## Vita privata

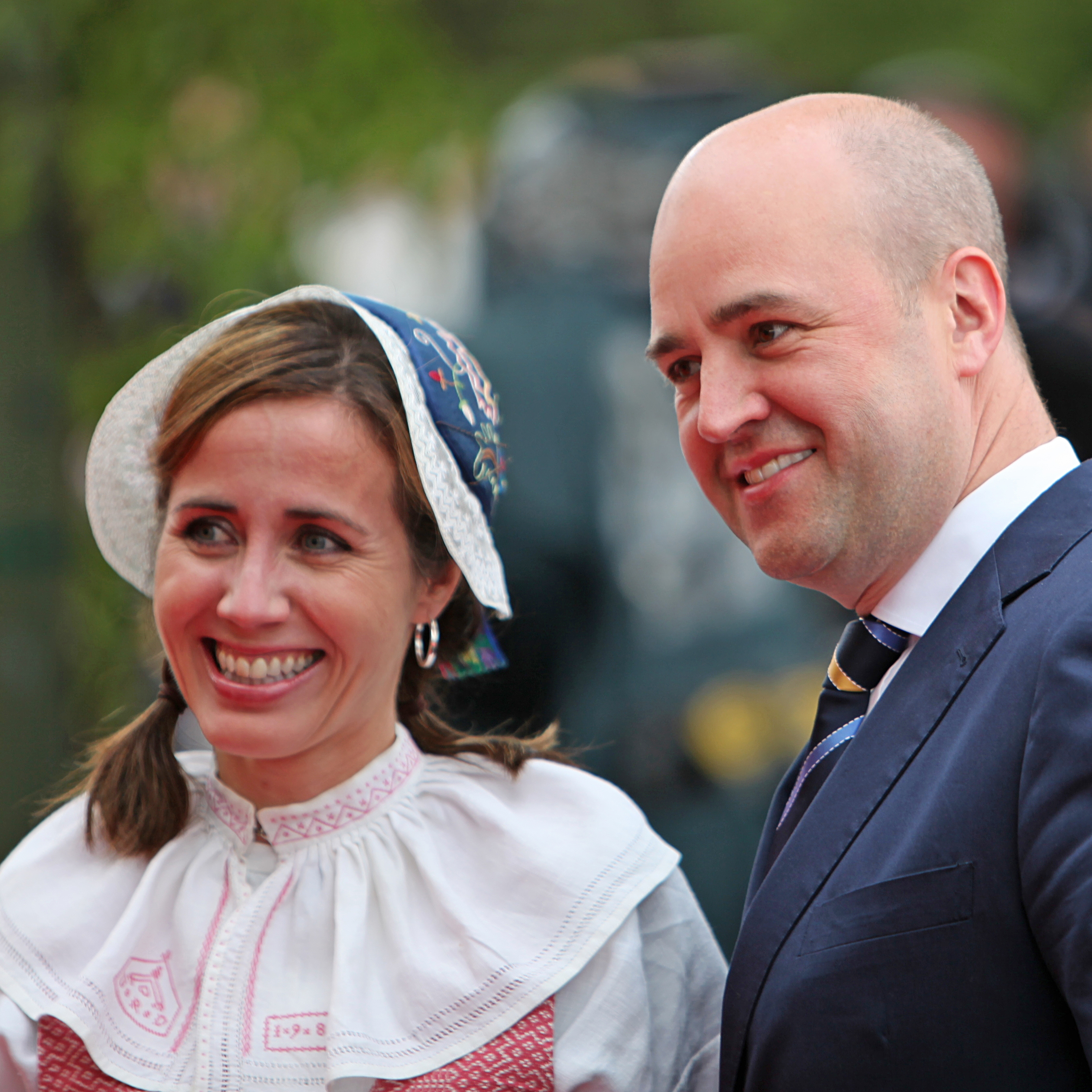
Fredrik Reinfeldt e la moglie Filippa durante la festa nazionale svedese a Skansen 2009.

Nel 1992, Fredrik Reinfeldt sposò Filippa Reinfeldt, nata Holmberg, che in seguito divenne consigliera di contea per il Partito Moderato nel consiglio di contea di Stoccolma. La coppia viveva in una casa unifamiliare nel comune di Täby insieme ai loro tre figli Ebba, Gustaf ed Erik. Nel 2007, la famiglia si è trasferita nella residenza ufficiale del Ministro di Stato, Sagerska palatset. Il 7 marzo 2012 è stata annunciata la separazione della coppia  e l'11 luglio dello stesso anno la coppia ha chiesto il divorzio, diventato effettivo nel 2013.
Nel febbraio 2015, Reinfeldt ha affermato che lui e la sua ex addetto stampa Roberta Alenius erano una coppia. Il 2 maggio 2017 è nata la loro figlia.  Nell'agosto 2022 è diventato noto al pubblico che la coppia si era separata.